# 持久的探索和大胆的设想

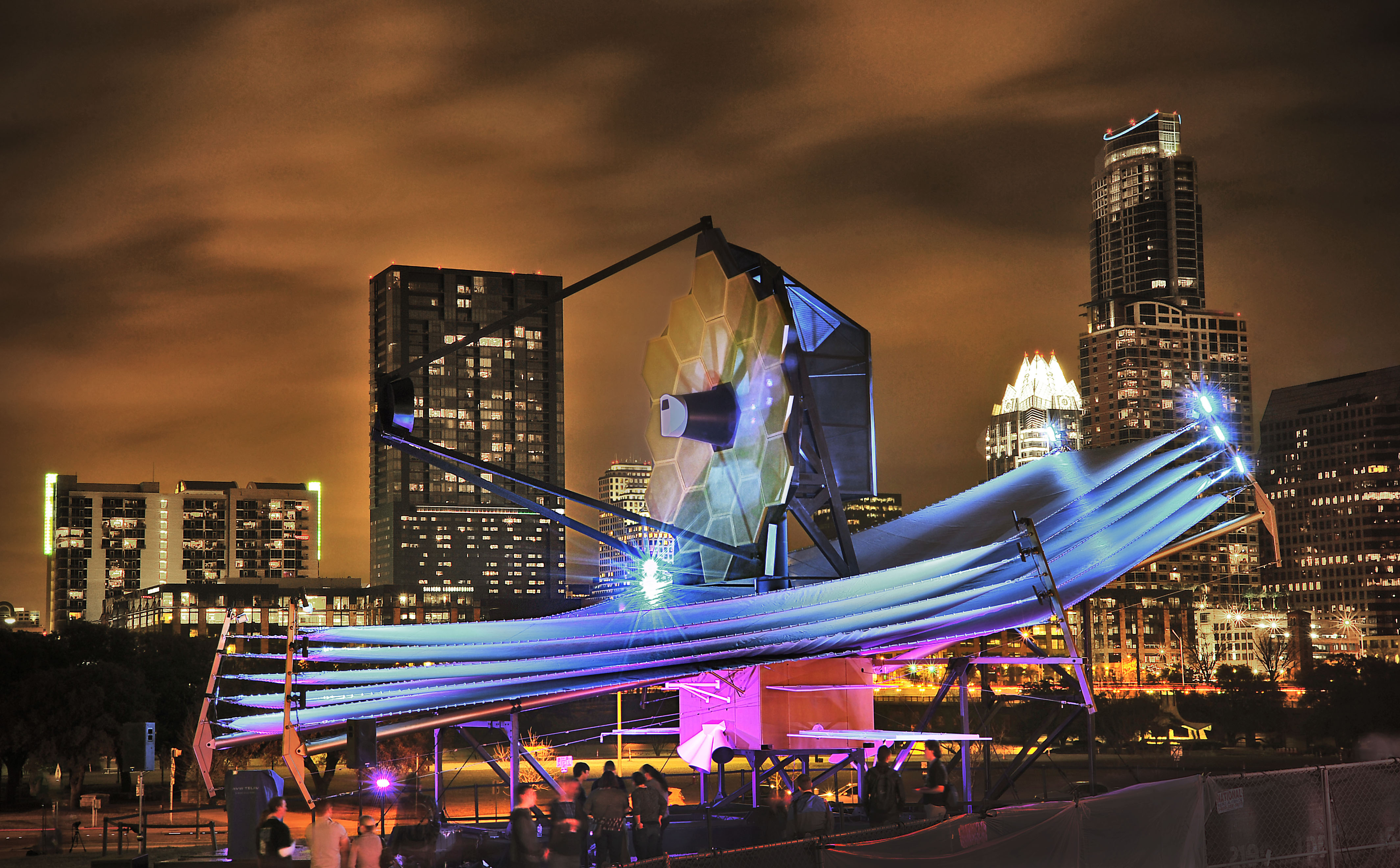
展示在美国德克萨斯州奥斯汀市的詹姆斯·韦伯空间望远镜全尺寸模型

不懈的探索和大胆的设想(Enduring Quests and Daring Visions)是2013年底发布的天体物理学愿景计划，它列出了未来30年的长期目标和任务计划，目标包括绘制宇宙微波背景图，并找到系外类地行星，并在更深入的时空范围研究宇宙的大尺度结构、极限物理学以及回溯更久远的时间。
所探讨的任务包括：
- 阿斯特罗-H(瞳)
- 黑洞测绘
- 宇宙微波背景极化勘测者
- 宇宙黎明
- 欧几里得卫星
- 系外地球测绘(ExoEarth Mapper)
- 盖亚任务
- 引力波测量/测绘器
- 宜居系外行星成像任务 (HabEx)
- 远红外探测器(后更名为“起源号太空望远镜”)
- 极端宇宙空间天文台(JEM-EUSO)
- 詹姆斯·韦伯空间望远镜 (JWST)
- 大型紫外光学红外探测器 (LUVOIR)
- 中子星内部成分探测器 (NICER)
- 凌日系外行星巡天卫星 (TESS)
- 大视场红外巡天望远镜-天体物理导向望远镜资产(AFTA)
- X射线观测台 (后更名为林克斯X射线天文台)